# Annona glabra
Annona glabra är en kirimojaväxtart som beskrevs av Carl von Linné. Annona glabra ingår i släktet annonor, och familjen kirimojaväxter. Inga underarter finns listade i Catalogue of Life.

## Bildgalleri

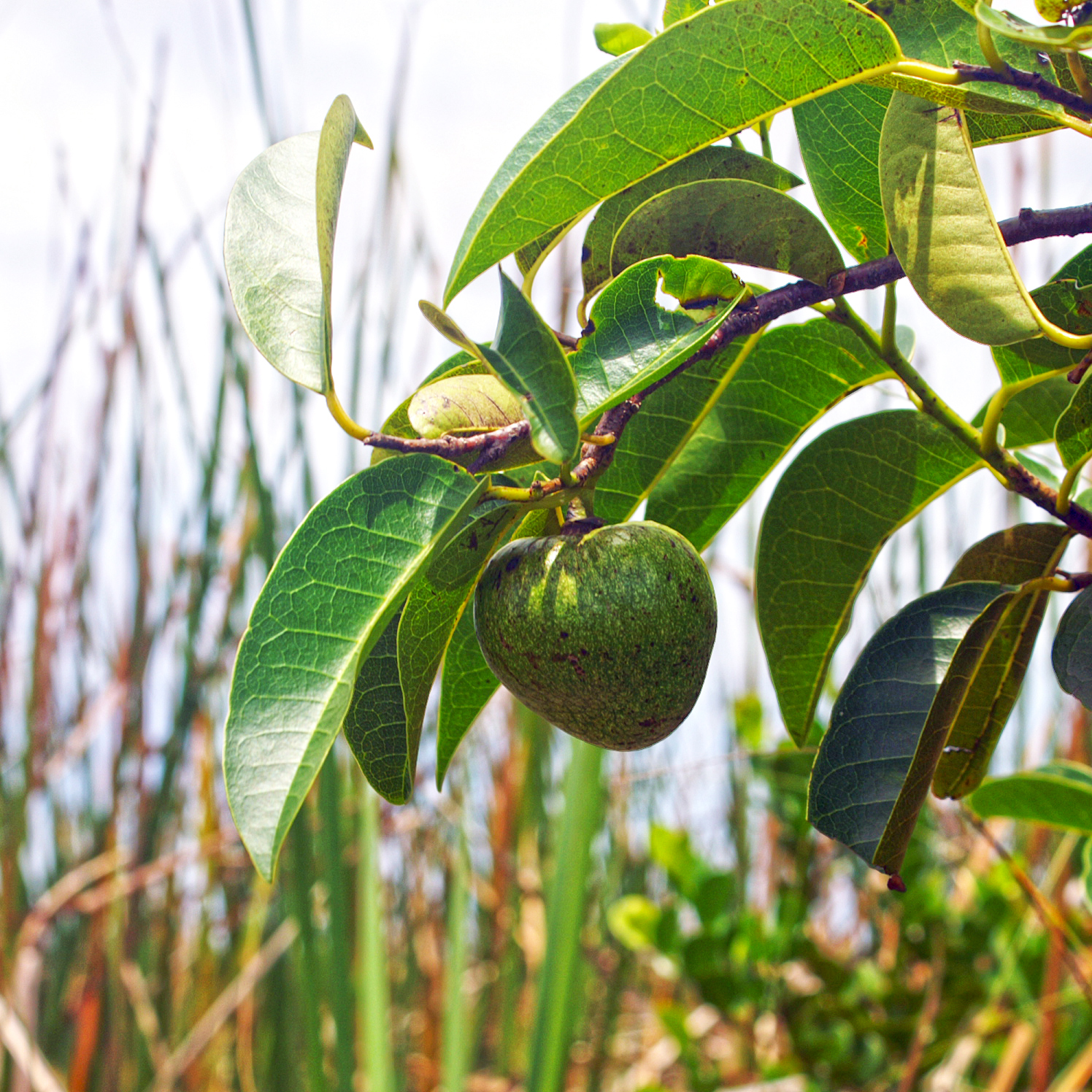
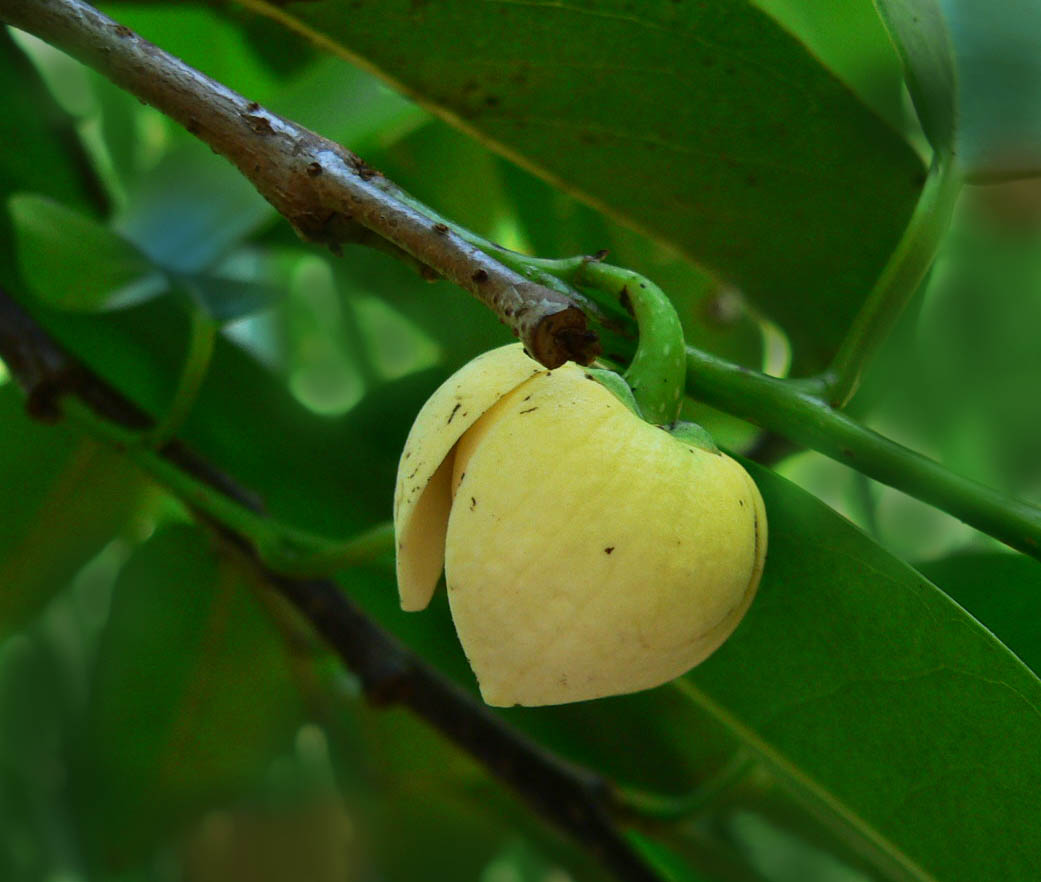
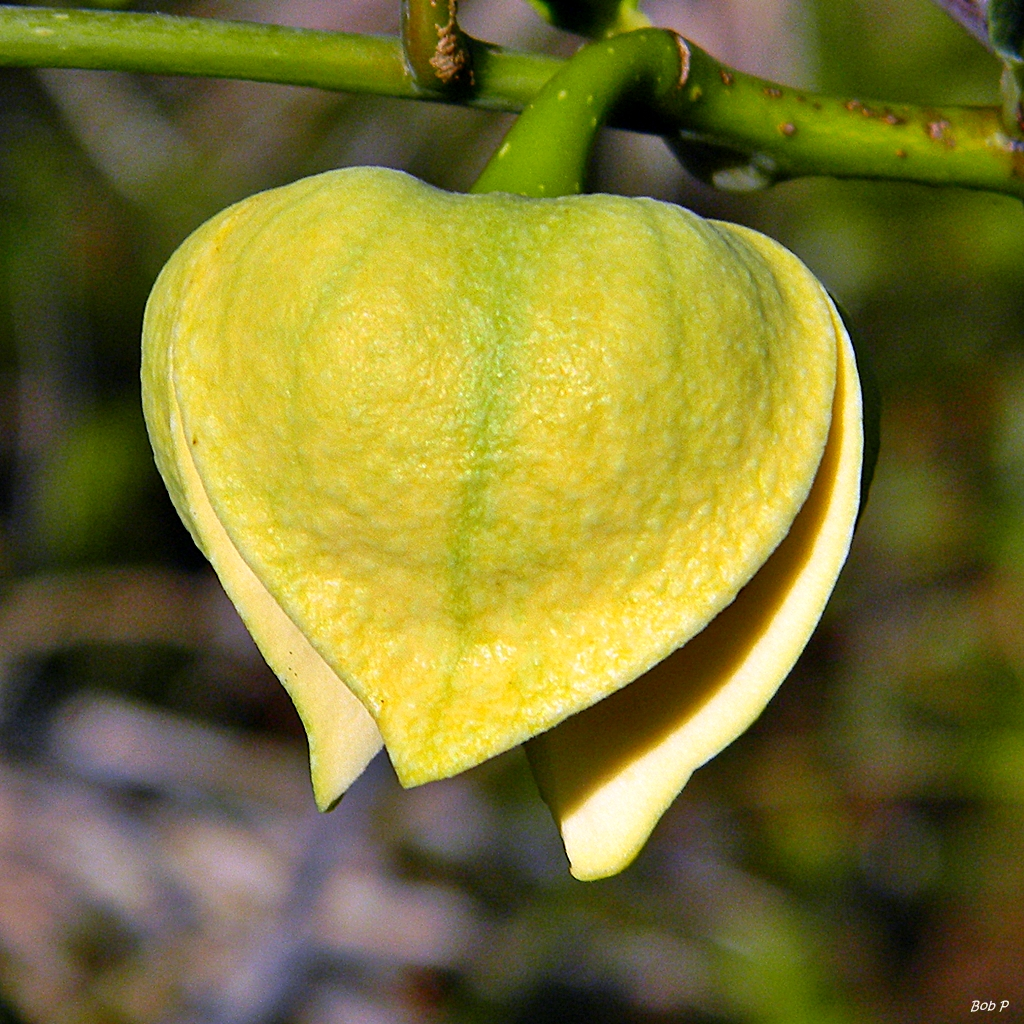
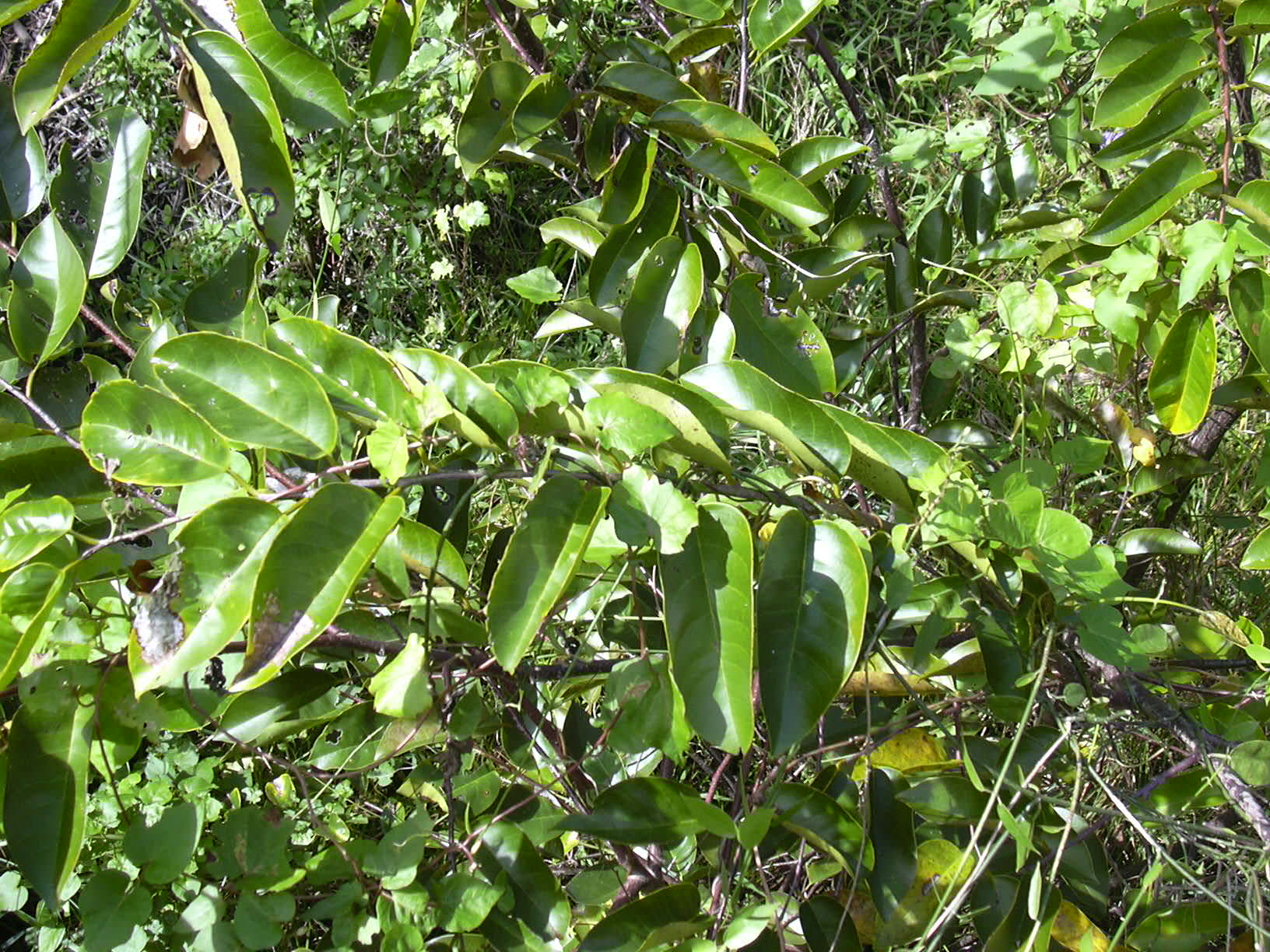
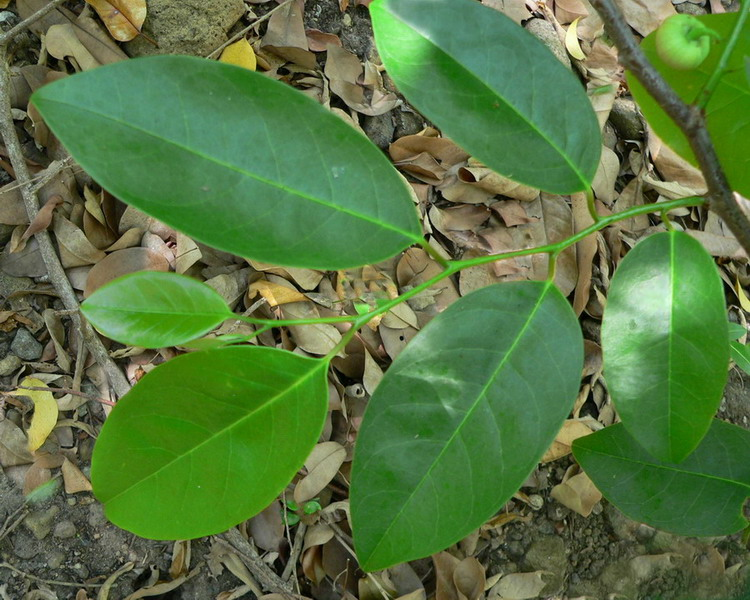
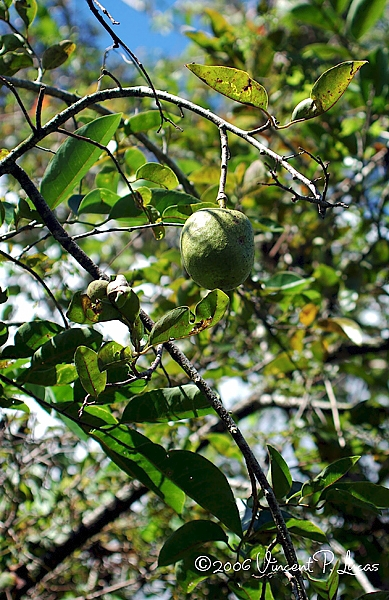
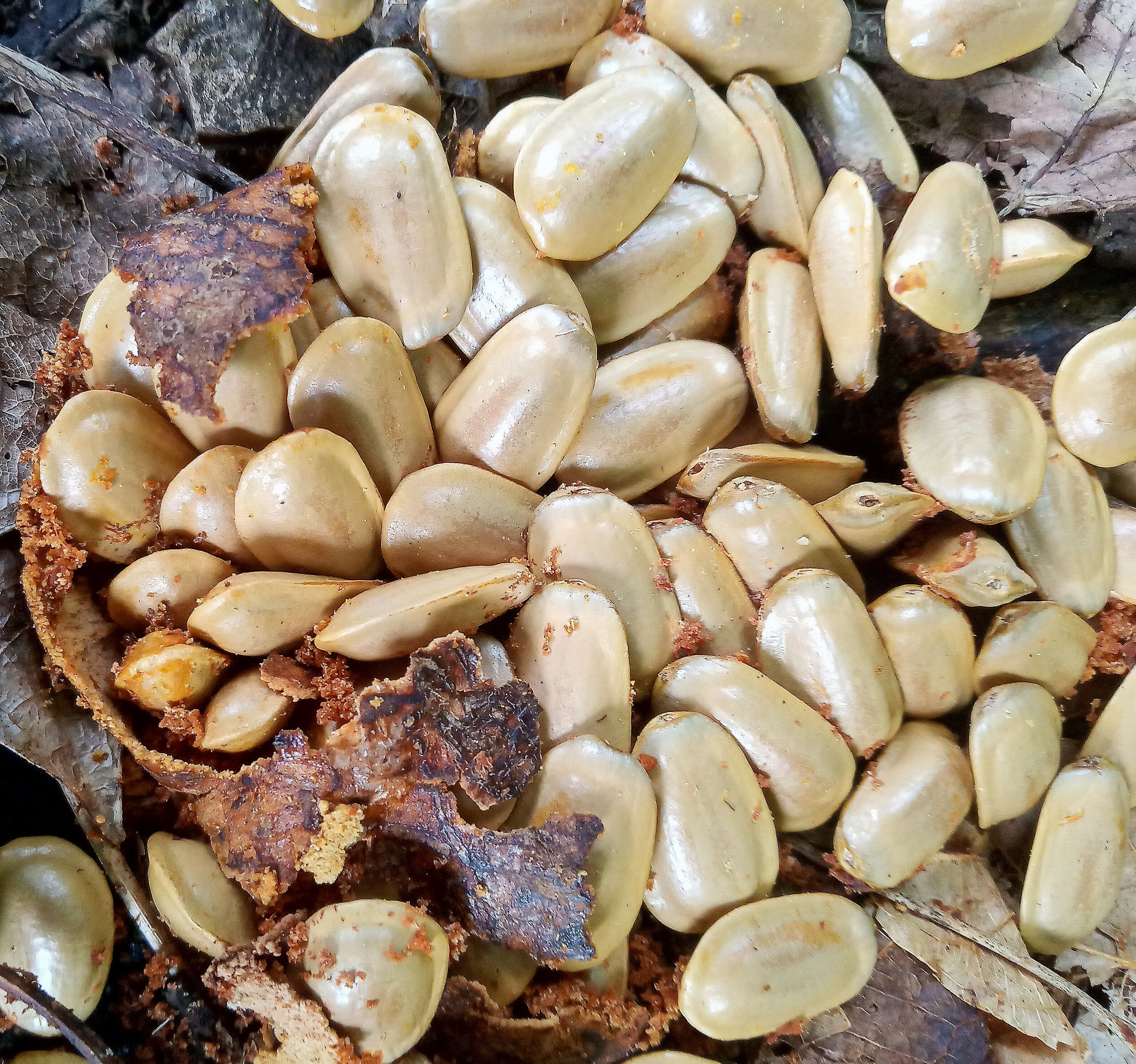